# Montpellier-de-Médillan
Montpellier-de-Médillan település Franciaországban, Charente-Maritime megyében. Lakosainak száma 686 fő (2022. január 1.). Montpellier-de-Médillan Meursac, Rétaud, Rioux, Saint-André-de-Lidon és Thaims községekkel határos.

## Népesség
A település népességének változása:
| Lakosok száma | 539  | 513  | 502  | 607  | 637  | 665  | 682  | 690  | 688  | 686  |
|               | 1968 | 1982 | 1990 | 2006 | 2013 | 2015 | 2017 | 2019 | 2020 | 2022 |